# El chivo expiatorio (pintura)
El chivo expiatorio (1854–1856) es una pintura de William Holman Hunt que representa al "chivo expiatorio" descrito en el Libro del Levítico. En el Día de la Expiación, se envolvían los cuernos de una cabra con una tela roja, que representaba los pecados de la comunidad, y se la expulsaba al desierto.
Hunt, después de no poder conseguir judíos que posaran como modelos para él en Jerusalén, comenzó a pintar esta imagen en la orilla del Mar Muerto y lo continuó en su estudio en Londres. La obra existe en dos versiones, una versión pequeña en colores más opacos con una cabra de pelo oscuro y un arcoíris, en la Galería de Arte de Mánchester, y una versión más grande en tonos más luminosos con una cabra de pelo claro en la Lady Lever Art Gallery en Port Sunlight. Ambas se crearon durante el mismo período, y la versión más pequeña de Manchester se describió como "preliminar" de la versión más grande de Lady Lever, que fue la que se exhibió.

## Historia

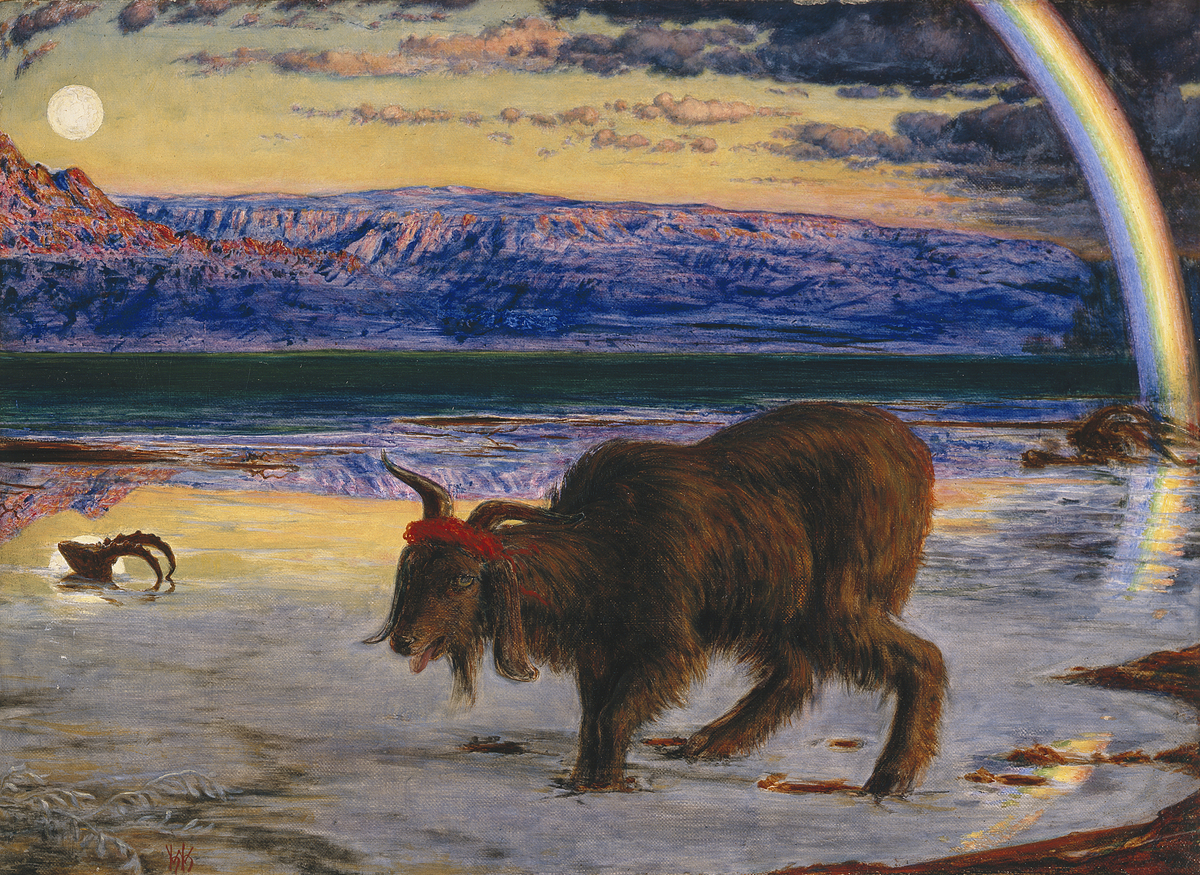
El chivo expiatorio, primera versión de Mánchester.

En el catálogo de la exposición de la Royal Academy, Hunt escribió que "la escena fue pintada en Sodoma, en el margen de las aguas poco profundas incrustadas de sal del Mar Muerto. Los montes más allá son los de Edom.”  Pintó la mayor parte de la obra en exteriores en 1854, pero completó la obra en Londres al año siguiente, añadiendo algunos toques en 1856 antes de su exposición en la academia. 
La pintura fue la única obra importante completada por Hunt durante su primer viaje a Tierra Santa, a donde había viajado después de una crisis de fe religiosa. Hunt pretendía experimentar las ubicaciones reales de las narraciones bíblicas como un medio para confrontar la relación entre la fe y la verdad. Mientras estaba en Jerusalén, Hunt había conocido a Henry Wentworth Monk, un profeta milenarista que tenía teorías distintivas sobre el significado del chivo expiatorio y la proximidad del Juicio Final. Monk estaba particularmente implicado en el sionismo cristiano.
Hunt eligió un tema derivado de la Torá como parte de un proyecto para convertir judíos al cristianismo. Creía que los puntos de vista judaicos del chivo expiatorio eran consistentes con la concepción cristiana del Mesías como una figura sufriente. Escribió a su amigo John Everett Millais: "Estoy convencido de que [el chivo expiatorio] puede ser un medio para llevar a cualquier judío reflexivo a ver una referencia al Mesías tal como era, y no como ellos entienden, un Rey temporal".
El Levítico describe entre los diversos rituales y ceremonias del pueblo hebreo un "chivo expiatorio" que debe ser expulsado ritualmente de los rebaños de las tribus israelitas como parte de un ritual sacrificial de limpieza. De acuerdo con la teología cristiana tradicional, Hunt creía que el chivo expiatorio era un prototipo del sacrificio redentor de Jesús, y que el macho cabrío representaba ese aspecto del Mesías descrito en Isaías como un "siervo sufriente" de Dios. Hunt hizo enmarcar la imagen con las citas: "Ciertamente llevó nuestras penas y cargó con nuestros dolores; sin embargo, lo tuvimos por azotado, por herido de Dios y afligido". ( Isaías 53:4) y "Y el macho cabrío llevará sobre sí todas sus iniquidades a una tierra inhabitada". (Levítico 16:22)

## Recepción de la crítica
La reacción a la pintura no fue la esperada por Hunt. En su autobiografía Pre-Raphaelitism and the Pre-Raphaelite Brotherhood, Hunt relata la primera reacción a la pintura del comerciante de arte Ernest Gambart :

Gambart, el comerciante de cuadros, siempre fue astuto y entretenido. Llegó a su vez a mi estudio y lo llevé al Chivo expiatorio.
-¿Cómo llamas a eso? 
-El chivo expiatorio.
-Sí, pero ¿Qué está haciendo?
-Lo entenderás por el título, Le bouc expiatoire.
-Pero, ¿por qué expiatorio?, preguntó.
-Bueno, hay un libro llamado Biblia, que da cuenta del animal. Lo recordarás.
-No, respondió, nunca he oído hablar de eso.
-Ah, se me olvidaba, el libro no se conoce en Francia, pero los ingleses lo leen más o menos, dije.
-Estás equivocado. Nadie sabría nada al respecto, y si compro el cuadro, quedará en mis manos. Ahora, veremos, respondió el marchante. Mi esposa es una dama inglesa, hay una amiga de ella, una chica inglesa, en el carruaje con ella, les pediremos que suban, les dirás el título, ya veremos, no digas más.
Las damas fueron conducidas a la habitación. ¡Oh, que bonito! ¿Qué es? ellas preguntaron.
-Es El chivo expiatorio, yo dije.
Hubo una pausa. Oh, sí, se comentaron la una a la otra, es una cabra peculiar, se ve por las orejas, como se encorvan.
Entonces el marchante, asintiendo con una sonrisa hacia mí, les dijo, está en el desierto.
Las damas ¿En el desierto, ahora? ¿Tiene la intención de presentar a otras del rebaño? y así se demostró que el marchante tenía razón, y yo había contado demasiado con la inteligibilidad de la imagen.
William Holman Hunt, loc cit.

Dante Gabriel Rossetti, en una carta a William Allingham en 1856, llamó a la pintura "algo grandioso, pero no para el público". Ford Madox Brown escribió en su diario: "El chivo expiatorio de Hunt requiere ser visto para creer en él. Sólo entonces se puede entender cómo, por el poder del genio, a partir de una cabra vieja y algunas incrustaciones salinas, se puede hacer una de las obras más trágicas e impresionantes en los anales del arte". Ernest Gambart, como relata Hunt, se mostró menos entusiasta y más tarde comentaría: "Quería un cuadro religioso agradable y me pintó una gran cabra". The Art Journal en 1860, en el momento de la exposición de la obra posterior de Hunt El hallazgo del Salvador en el Templo, caracterizó la pintura como "habiendo decepcionado incluso a sus más cálidos admiradores".
En el momento de la exhibición de El chivo expiatorio, en 1856, The Art Journal cuestionó el ojo de Hunt para el color en la pintura, poniendo en duda que las montañas de Edom, vistas al fondo, realmente tuvieran el aspecto real que aparece pintado, lo que Matthew Dennison, escribiendo en The Spectator en 2008 describió la versión de Mánchester como "estrías de color lila, carmesí y amarillo yema de huevo". Dennison sugiere la posibilidad de que Hunt estuviera pintando la escena de memoria, cuando estaba terminando la pintura en Londres después de regresar de su viaje al Mar Muerto, y la recordó mal. El biólogo evolutivo W. D. Hamilton, que vio la pintura cuando era niño y quedó profundamente impresionado por esa intensidad de "portada de un libro de ciencia ficción", escribió después de visitar Israel que "ahora en las orillas del Mar Muerto sabía que veía exactamente el fondo que había recordado... si bien algo más excepcional, más de otro mundo, que la pintura lo había hecho". La propia descripción de Hunt del paisaje que pintó, que había sido identificado como la ubicación de la ciudad de Sodoma, es que "nunca hubo una escena tan extraordinaria de un desierto horrible bellamente dispuesto. Es negro, lleno de espuma asfáltica y viscoso en la mano, y escoce como un aguijón: nadie puede pararse y decir que no está maldito por Dios". El crítico de arte Peter Fuller, en 1989, describió el paisaje del cuadro como "una imagen terrible del mundo como un páramo abandonado por Dios, un montón de imágenes rotas donde pega el sol".